# Předseda Ústřední vojenské komise Komunistické strany Číny
Předseda Ústřední vojenské komise Komunistické strany Číny (čínsky pchin-jinem Zhōngguó Gòngchǎndǎng Zhōngyāng Jūnshì Wěiyuánhuì zhǔxí, znaky zjednodušené 中国共产党中央军事委员会主席) je hlavou Ústřední vojenské komise Komunistické strany Číny, vrcholného orgánu čínské komunistické strany řídícího ozbrojené síly země. Funkce je spojena s funkcí předsedy Ústřední vojenské komise Čínské lidové republiky, hlavy analogické státní komise.
Od roku 1983 funguje uspořádání, že ozbrojené síly ČLR řídí Ústřední vojenská komise KS Číny a Ústřední vojenská komise ČLR, přičemž obě komise mají stejné složení, předseda Ústřední vojenská komise ČLR je podle ústavy přijaté roku 1982 vrchním velitelem ozbrojených sil. Předsedu Ústřední vojenské komise KS Číny (a její místopředsedy a členy) volí ústřední výbor strany, vždy na svém prvním zasedání na závěr sjezdu na kterém byl ústřední výbor zvolen, případně i v průběhu funkčního období.

## Historie
Komunistická strana Číny vznikla roku 1921, vrcholný orgán pro vojenské záležitosti si zřídila o několik let později, roku 1925, a sice vojenské oddělení ústředního výboru; v následujících letech se název a význam nejvyššího stranického vojenského orgánu často měnil. V letech 1931–1937 v čele komunistické armády stála Ústřední revoluční vojenská komise Čínské sovětské republiky. Od roku 1937 fungovala Ústřední revoluční vojenské komise KS Číny. Roku 1949 se vznikem Čínské lidové republiky byla stranická komise zrušena a ozbrojené síly podléhaly státní Lidové revoluční vojenské radě, roku 1954 s přijetím první ústavy ČLR vznikl Státní výbor obrany Čínské lidové republiky, jehož předseda byl zároveň předsedou ČLR (prezidentem) a současně fungovala obnovená stranická Ústřední vojenské komise KS Číny. Roku 1975 byla přijata nová ústava, v důsledku čehož byl Státní výbor zrušen a ozbrojené síly země řídila Ústřední vojenská komise KS Číny, přičemž její předseda byl vrchním velitelem ozbrojených sil. Poslední změna proběhla roku 1983, kdy ústava z roku 1982 zavedla současné uspořádání.
Od roku 1943 je na místo předsedy ústřední vojenské komise vždy vybírán vůdce strany, a sice předseda ústředního výboru (do roku 1981), případně generální tajemník ústředního výboru (od roku 1989). V letech 1981–1989 byl vojenskou komisi vedl Teng Siao-pching, který sice nepřijal funkci předsedy ani generálního tajemníka, ale fakticky vůdcem strany byl. V letech 2002–2004 pak vojenskou komisi vedl Ťiang Ce-min, který sice roku 2002 na sjezdu strany již nebyl zvolen do funkce generálního tajemníka a předal tak vedení strany svému nástupci Chu Ťin-tchaovi, ale vedení vojenské komise si podržel do roku 2004.

## Seznam
Seznam uvádí předsedy Ústřední vojenské komise Komunistické strany Číny a jejích předchůdců, vrcholných stranických orgánů řídících komunistické armády v letech občanské války, a též vedoucí analogických státních komisí a výborů.
| předsedové stranických vojenských orgánů                                                                                | předsedové stranických vojenských orgánů              | předsedové stranických vojenských orgánů              | předsedové stranických vojenských orgánů              | předsedové stranických vojenských orgánů              | předsedové státních vojenských orgánů                                                 | předsedové státních vojenských orgánů                                                 | předsedové státních vojenských orgánů                                                 |
| Portrét | Jméno                                                 | Od                                                    | Do                                                    | Znovuzvolení                                          | Jméno                                                                                 | Od                                                                                    | Do                                                                                    |
| --- | ----------------------------------------------------- | ----------------------------------------------------- | ----------------------------------------------------- | ----------------------------------------------------- | ------------------------------------------------------------------------------------- | ------------------------------------------------------------------------------------- | ------------------------------------------------------------------------------------- |
| vedoucí vojenského oddělení ústředního výboru KS Číny                                                                   | vedoucí vojenského oddělení ústředního výboru KS Číny | vedoucí vojenského oddělení ústředního výboru KS Číny | vedoucí vojenského oddělení ústředního výboru KS Číny | vedoucí vojenského oddělení ústředního výboru KS Číny | neexistovalo                                                                          | neexistovalo                                                                          | neexistovalo                                                                          |
| | Čang Kuo-tchao                                        | říjen 1925                                            | listopad 1926                                         |                                                       | neexistovalo                                                                          | neexistovalo                                                                          | neexistovalo                                                                          |
| předseda Ústřední vojenské komise KS Číny                                                                               |                                                       |                                                       |                                                       |                                                       | neexistovalo                                                                          | neexistovalo                                                                          | neexistovalo                                                                          |
| | Čou En-laj                                            | listopad 1926                                         | srpen 1927                                            |                                                       | neexistovalo                                                                          | neexistovalo                                                                          | neexistovalo                                                                          |
| vedoucí vojenské sekce organizačního oddělení ústředního výboru KS Číny                                                 |                                                       |                                                       |                                                       |                                                       | neexistovalo                                                                          | neexistovalo                                                                          | neexistovalo                                                                          |
| | Čou En-laj                                            | srpen 1927                                            | říjen 1928                                            |                                                       | neexistovalo                                                                          | neexistovalo                                                                          | neexistovalo                                                                          |
| vedoucí vojenského oddělení ústředního výboru KS Číny, od ledna 1929 současně předseda Ústřední vojenské komise KS Číny |                                                       |                                                       |                                                       |                                                       | neexistovalo                                                                          | neexistovalo                                                                          | neexistovalo                                                                          |
| | Jang Jin                                              | říjen 1928                                            | srpen 1929                                            |                                                       | neexistovalo                                                                          | neexistovalo                                                                          | neexistovalo                                                                          |
| | Čou En-laj                                            | srpen 1929                                            | únor 1930                                             |                                                       | neexistovalo                                                                          | neexistovalo                                                                          | neexistovalo                                                                          |
| tajemník Ústřední vojenské komise KS Číny                                                                               |                                                       |                                                       |                                                       |                                                       | neexistovalo                                                                          | neexistovalo                                                                          | neexistovalo                                                                          |
| | Kuan Siang-jing                                       | březen 1930                                           | srpen 1930                                            |                                                       | neexistovalo                                                                          | neexistovalo                                                                          | neexistovalo                                                                          |
| | Čou En-laj                                            | srpen 1930                                            | leden 1931                                            |                                                       | neexistovalo                                                                          | neexistovalo                                                                          | neexistovalo                                                                          |
| Vedoucí vojenského oddělení ústředního výboru KS Číny                                                                   | Vedoucí vojenského oddělení ústředního výboru KS Číny | Vedoucí vojenského oddělení ústředního výboru KS Číny | Vedoucí vojenského oddělení ústředního výboru KS Číny | Vedoucí vojenského oddělení ústředního výboru KS Číny | Předseda Ústřední revoluční vojenské komise Čínské sovětské republiky                 | Předseda Ústřední revoluční vojenské komise Čínské sovětské republiky                 | Předseda Ústřední revoluční vojenské komise Čínské sovětské republiky                 |
| | Čou En-laj                                            | leden 1931                                            | červen 1931                                           |                                                       | Siang Jing                                                                            | leden 1931                                                                            | listopad 1931                                                                         |
| | Li Fu-čchun                                           | červen 1931                                           | leden 1932                                            |                                                       | Ču Te                                                                                 | listopad 1931                                                                         | prosinec 1936                                                                         |
| | Wu Chu-ťing                                           | leden 1932                                            | 1933                                                  |                                                       | Ču Te                                                                                 | listopad 1931                                                                         | prosinec 1936                                                                         |
| zrušeno |                                                       |                                                       |                                                       |                                                       | Ču Te                                                                                 | listopad 1931                                                                         | prosinec 1936                                                                         |
| zrušeno | zrušeno                                               | zrušeno                                               | zrušeno                                               | zrušeno                                               | Mao Ce-tung                                                                           | prosinec 1936                                                                         | srpen 1937                                                                            |
| tajemník Ústřední revoluční vojenské komise KS Číny                                                                     | tajemník Ústřední revoluční vojenské komise KS Číny   | tajemník Ústřední revoluční vojenské komise KS Číny   | tajemník Ústřední revoluční vojenské komise KS Číny   | tajemník Ústřední revoluční vojenské komise KS Číny   | zrušeno                                                                               | zrušeno                                                                               | zrušeno                                                                               |
| | Mao Ce-tung                                           | srpen 1937                                            | srpen 1945                                            |                                                       | zrušeno                                                                               | zrušeno                                                                               | zrušeno                                                                               |
| předseda Ústřední vojenské komise KS Číny                                                                               |                                                       |                                                       |                                                       |                                                       | zrušeno                                                                               | zrušeno                                                                               | zrušeno                                                                               |
| | Mao Ce-tung                                           | srpen 1945                                            | září 1949                                             |                                                       | zrušeno                                                                               | zrušeno                                                                               | zrušeno                                                                               |
| zrušeno | zrušeno                                               | zrušeno                                               | zrušeno                                               | zrušeno                                               | předseda Lidové revoluční vojenské rady Ústřední lidové vlády Čínské lidové republiky | předseda Lidové revoluční vojenské rady Ústřední lidové vlády Čínské lidové republiky | předseda Lidové revoluční vojenské rady Ústřední lidové vlády Čínské lidové republiky |
| zrušeno | zrušeno                                               | zrušeno                                               | zrušeno                                               | zrušeno                                               | Mao Ce-tung                                                                           | říjen 1949                                                                            | září 1954                                                                             |
| předseda Ústřední vojenské komise KS Číny                                                                               | předseda Ústřední vojenské komise KS Číny             | předseda Ústřední vojenské komise KS Číny             | předseda Ústřední vojenské komise KS Číny             | předseda Ústřední vojenské komise KS Číny             | předseda Státního výboru obrany Čínské lidové republiky                               | předseda Státního výboru obrany Čínské lidové republiky                               | předseda Státního výboru obrany Čínské lidové republiky                               |
| | Mao Ce-tung                                           | září 1954                                             | říjen 1976                                            | znovuzvolen v září 1956, dubnu 1969 a srpnu 1973      | Mao Ce-tung                                                                           | září 1954                                                                             | duben 1959                                                                            |
| Liou Šao-čchi | Mao Ce-tung                                           | září 1954                                             | říjen 1976                                            | znovuzvolen v září 1956, dubnu 1969 a srpnu 1973      | duben 1959                                                                            | říjen 1968                                                                            |                                                                                       |
| do ledna 1975 funkce předsedy neobsazena, v lednu 1975 Státní výbor obrany zrušen                                       | Mao Ce-tung                                           | září 1954                                             | říjen 1976                                            | znovuzvolen v září 1956, dubnu 1969 a srpnu 1973      |                                                                                       |                                                                                       |                                                                                       |
| | Chua Kuo-feng                                         | říjen 1976                                            | červen 1981                                           | znovuzvolen v srpnu 1977                              |                                                                                       |                                                                                       |                                                                                       |
| | Teng Siao-pching                                      | červen 1981                                           | listopad 1989                                         | znovuzvolen v září 1982, listopadu 1987               | předseda Ústřední vojenské komise Čínské lidové republiky                             | předseda Ústřední vojenské komise Čínské lidové republiky                             | předseda Ústřední vojenské komise Čínské lidové republiky                             |
| Teng Siao-pching | Teng Siao-pching                                      | červen 1981                                           | listopad 1989                                         | znovuzvolen v září 1982, listopadu 1987               | červen 1983                                                                           | březen 1990                                                                           |                                                                                       |
| | Ťiang Ce-min                                          | listopad 1989                                         | září 2004                                             | znovuzvolen v říjnu 1992, září 1997, listopadu 2002   | Ťiang Ce-min                                                                          | březen 1990                                                                           | březen 2005                                                                           |
| | Chu Ťin-tchao                                         | září 2004                                             | listopad 2012                                         | znovuzvolen v říjnu 2007                              | Chu Ťin-tchao                                                                         | březen 2005                                                                           | březen 2013                                                                           |
| | Si Ťin-pching                                         | listopad 2012                                         | úřadující                                             | znovuzvolen v říjnu 2017, říjnu 2022                  | Si Ťin-pching                                                                         | březen 2013                                                                           | úřadující                                                                             |